# Altopiano Olëkminskij Stanovik
L'altopiano Olëkminskij Stanovik (in russo Олёкминский Станови́к нагорье?) si trova nella Siberia Orientale, in Russia, nella parte orientale del Territorio della Transbajkalia.
È situato nel bacino dei fiumi Olëkma e Šilka; si estende per poco più di 500 km. È delimitato a ovest e sud-ovest dal fiume Nerča e dalla sponda destra del Nerčugan (affluente del Nerča), si estende in direzione nord-est oltre ai confini orientali del territorio della Transbajkalia sino nell'Oblast' dell'Amur (fino alla valle del fiume Njukža e dei suoi affluenti). I confini settentrionali sono le valli del fiume Olëkma e del suo affluente di sinistra, la Srednjaja Mokla. A sud i confini sono rappresentati dalle valli fluviali di Nerčugan, Belyj Urjum, Čërnyj Urjum, Amazar, Bol'šaja Čičatka e Čičatka (affluente del precedente). Le altezze prevalenti sono dai 1 000 ai 1 500 m, la massima è 1 908 m (il Golec Kropotkina).
L'altopiano comprende varie catene montuose, tra cui: Tungirskij, Olëkminskij Stanovik, Urušinskij, Njukžinskij, Jankan (nell'Amur).
L'altopiano è composto principalmente da graniti. I pendii sono ricoperti da boschi di larici, che dopo i 1 200 m di quota vengono sostituiti da boschi prealpini. Sulle vette di oltre 1 500 m emergono i golcy (picchi rocciosi spogli).